# NBL Best Defensive Player Award
Der NBL Best Defensive Player Award ist die Auszeichnung für den besten Verteidiger der regulären Saison der australasischen National Basketball League. Der Gewinner bekommt die Damian Martin Trophy, die nach dem australischen Basketballspieler Damian Martin benannt ist.

## Gewinner
| Jahr    | Spieler                | Nationalität       | Team                           |
| ------- | ---------------------- | ------------------ | ------------------------------ |
| 1980    | Ray Wood               | Australien         | West Adelaide Bearcats         |
| 1981    | Ray Wood (2)           | Australien         | West Adelaide Bearcats (2)     |
| 1982    | Phil Smyth             | Australien         | St. Kilda Saints               |
| 1983    | Phil Smyth (2)         | Australien         | Canberra Cannons               |
| 1984    | nicht vergeben         | nicht vergeben     | nicht vergeben                 |
| 1985    | nicht vergeben         | nicht vergeben     | nicht vergeben                 |
| 1986    | nicht vergeben         | nicht vergeben     | nicht vergeben                 |
| 1987    | Leroy Loggins          | Vereinigte Staaten | Brisbane Bullets               |
| 1988    | Phil Smyth (3)         | Australien         | Canberra Cannons (2)           |
| 1989    | Phil Smyth (4)         | Australien         | Canberra Cannons (3)           |
| 1990    | Leroy Loggins (2)      | Vereinigte Staaten | Brisbane Bullets (2)           |
| 1991    | Terry Dozier           | Vereinigte Staaten | Geelong Supercats              |
| 1992    | Terry Dozier (2)       | Vereinigte Staaten | Newcastle Falcons              |
| 1993    | Terry Dozier (3)       | Vereinigte Staaten | Newcastle Falcons (2)          |
| 1994    | Darren Lucas           | Australien         | South East Melbourne Magic     |
| 1995    | Darren Lucas (2)       | Australien         | South East Melbourne Magic (2) |
| 1996    | Isaac Burton           | Vereinigte Staaten | Sydney Kings                   |
| 1997    | Mike Kelly             | Vereinigte Staaten | South East Melbourne Magic (3) |
| 1998    | Mike Kelly (2)         | Vereinigte Staaten | South East Melbourne Magic (4) |
| 1998/99 | Darnell Mee            | Vereinigte Staaten | Adelaide 36ers                 |
| 1999/00 | Darnell Mee (2)        | Vereinigte Staaten | Adelaide 36ers (2)             |
| 2000/01 | Darnell Mee (3)        | Vereinigte Staaten | Adelaide 36ers (3)             |
| 2001/02 | Simon Dwight           | Australien         | West Sydney Razorbacks         |
| 2002/03 | Glen Saville           | Australien         | Wollongong Hawks               |
| 2003/04 | Ben Castle             | Australien         | Brisbane Bullets (3)           |
| 2004/05 | Darnell Mee (4)        | Vereinigte Staaten | Wollongong Hawks (2)           |
| 2005/06 | Darnell Mee (5)        | Vereinigte Staaten | Cairns Taipans                 |
| 2006/07 | Sam Mackinnon          | Australien         | Brisbane Bullets (4)           |
| 2007/08 | Chris Anstey           | Australien         | Melbourne Tigers               |
| 2008/09 | Adam Gibson            | Australien         | South Dragons                  |
| 2009/10 | Dillon Boucher         | Neuseeland         | New Zealand Breakers           |
| 2010/11 | Damian Martin          | Australien         | Perth Wildcats                 |
| 2011/12 | Damian Martin (2)      | Australien         | Perth Wildcats (2)             |
| 2012/13 | Damian Martin (3)      | Australien         | Perth Wildcats (3)             |
| 2013/14 | Damian Martin (4)      | Australien         | Perth Wildcats (4)             |
| 2014/15 | Damian Martin (5)      | Australien         | Perth Wildcats (5)             |
| 2015/16 | Kevin Lisch            | Vereinigte Staaten | Illawarra Hawks                |
| 2016/17 | Torrey Craig           | Vereinigte Staaten | Brisbane Bullets (5)           |
| 2017/18 | Damian Martin (6)      | Australien         | Perth Wildcats (6)             |
| 2018/19 | Andrew Bogut           | Australien         | Sydney Kings (2)               |
| 2019/20 | D. J. Newbill          | Vereinigte Staaten | Cairns Taipans (2)             |
| 2020/21 | Justin Simon           | Vereinigte Staaten | Illawarra Hawks (2)            |
| 2021/22 | Antonius Cleveland     | Vereinigte Staaten | Illawarra Hawks (3)            |
| 2022/23 | Antonius Cleveland (2) | Vereinigte Staaten | Adelaide 36ers (4)             |
| 2023/24 | Shea Ili               | Neuseeland         | Melbourne United               |
| 2024/25 | Shea Ili (2)           | Neuseeland         | Melbourne United (2)           |

## Mehrfachgewinner
| Platz | Spieler            | Team(s)                                          | Auszeichnungen | Jahr                               |
| ----- | ------------------ | ------------------------------------------------ | -------------- | ---------------------------------- |
| 1     | Damian Martin      | Perth Wildcats                                   | 6              | 2011, 2012, 2013, 2014, 2015, 2018 |
| 2     | Darnell Mee        | Adelaide 36ers, Wollongong Hawks, Cairns Taipans | 5              | 1999, 2000, 2001, 2005, 2006       |
| 3     | Phil Smyth         | St. Kilda Saints, Canberra Cannons               | 4              | 1982, 1983, 1988, 1989             |
| 4     | Terry Dozier       | Geelong Supercats, Newcastle Falcons             | 3              | 1991, 1992, 1993                   |
| 5     | Ray Wood           | West Adelaide Bearcats                           | 2              | 1980, 1981                         |
| 5     | Leroy Loggins      | Brisbane Bullets                                 | 2              | 1987, 1990                         |
| 5     | Darren Lucas       | S.E. Melbourne Magic                             | 2              | 1994, 1995                         |
| 5     | Mike Kelly         | S.E. Melbourne Magic                             | 2              | 1997, 1998                         |
| 5     | Antonius Cleveland | Illawarra Hawks, Adelaide 36ers                  | 2              | 2022, 2023                         |
| 5     | Shea Ili           | Melbourne United                                 | 2              | 2024, 2025                         |

## Weblink
- Offizielle Website der NBL (englisch)